# Lynchburg (Ohio)
Lynchburg es una villa ubicada en el condado de Highland en el estado estadounidense de Ohio. En el Censo de 2010 tenía una población de 1.499 habitantes y una densidad poblacional de 611,16 personas por km².

## Geografía
Lynchburg se encuentra ubicada en las coordenadas 39°14′24″N 83°47′20″O / 39.24000, -83.78889. Según la Oficina del Censo de los Estados Unidos, Lynchburg tiene una superficie total de 2.45 km², de la cual 2.43 km² corresponden a tierra firme y (0.74%) 0.02 km² es agua.

## Demografía
Según el censo de 2010, había 1.499 personas residiendo en Lynchburg. La densidad de población era de 611,16 hab./km². De los 1.499 habitantes, Lynchburg estaba compuesto por el 98.8% blancos, el 0% eran afroamericanos, el 0% eran amerindios, el 0% eran asiáticos, el 0% eran isleños del Pacífico, el 0.27% eran de otras razas y el 0.93% pertenecían a dos o más razas. Del total de la población el 0.8% eran hispanos o latinos de cualquier raza.